# Сотников, Максим Анатольевич
Макси́м Анато́льевич Со́тников (родился 17 октября 1957 года в Звёздном городке) — российский учёный физик-ядерщик, предприниматель,  пилот вертолета, член сборной России по вертолетному спорту, вице-президент Федерации вертолетного спорта России, чемпион России и мира по вертолетам.

## Биография
Максим Анатольевич Сотников родился 17 октября 1957 года в Звёздном городке. С детства мечтал стать космонавтом и лётчиком.
В 1980 году окончил физический факультет Московского государственного университета им. М. В. Ломоносова, стал физиком-ядерщиком. Занимался экспериментальной ядерной физикой, но в начале 90-х годов отказался от научной работы и начал работать в строительной отрасли в цементной компании Stern Cement (сейчас Eurocement).

### Вертолётный спорт
В 2000 году получил лицензию пилота вертолета, исполнил свои детские мечты, купил вертолет Bell 407. Его инструктором был белорусский пилот Сергей Друй. Максим начал принимать участие в вертолетных соревнованиях в России с пилотом-штурманом Олегом Пуоджюкасом, представляющим вертолётный аэроклуб «Аэросоюз».
В год Сотников имеет налет около 300 часов на вертолёте. 
На соревнованиях чаще всего летает на вертолётах Bell 407 и R-44 со штурманом-оператором Олегом Пуоджюкасом. Во время соревнований по вертолётному финалу Кубка мира 2019 года (Helicopter World Cup 2019), сыгранном в Польше в аэропорту Лососина-Дольна, он занял второе место в соревнованиях по упражнению «Развозка грузов».
Максим Сотников — вице-президент Федерации вертолётного спорта Российской Федерации, а с 2013 года — директор Международной академии вертолётного спорта, базирующейся на аэродроме Конаково в Тверской области. 20 марта 2019 года он получил звание «Заслуженный мастер спорта России». В качестве пилота вертолёта он трижды выигрывал чемпионат Российской Федерации и имеет более 30 медалей на европейских чемпионатах по вертолётному спорту.
В июне 2015 года управляя вертолётом, Сотников участвовал в уникальном мировом рекорде, занесенном в книгу рекордов Гиннеса. Установление этого рекорда произошло в Буньково под Москвой, где вертолёты Robinson-44 в полете держали строй, состоящий из 25 вертолётов. Предыдущий рекорд принадлежал итальянским пилотам, где 16 вертолётов Breda Nardini NH-500-E (McDonnell Douglas MD-500, произведенный по американской лицензии) совершили полёт на итальянской военной базе (2005 год).).

### Полёт вокруг света
Сотников вместе с Марцином Шамборским совершил полёт вокруг света на вертолёте. В мировой истории это был 17-й экипаж, совершивший кругосветное путешествие на вертолёте. Они начали свой перелёт 7 апреля 2017 года. В течение 57 дней вертолёт Bell 407 пролетел 38 975 км, полёт начался под Москвой, проходил через Европу, через северное полушарие, через Камчатку, Гренландию на запад, в отличие от предыдущих экспедиций на восток. Экипаж подготовил специальные тепловые костюмы, спасательные плоты в случае необходимости спуска на воду и оснастил вертолёт дополнительным 400-литровым топливным баком для увеличения дальности полёта вертолёта.

## Самые важные достижения
- Открытый чемпионат Германии по вертолётам, 1-е место дважды (2009, 2011)
- Чемпионат Швейцарии по вертолётам, 1 место (2010)
- Чемпионат России по вертолётам, 1 место (2011)
- Чемпионат России по вертолётам, 2 место (Сотников, Олег Пуоджюкас) (2012)
- Чемпионат мира по вертолётам, 3-е место (2012)
- Чемпионат мира по вертолётам 2015, 1 место (2015)
- Чемпионат России по вертолётам, 1 место (2019)

## Награды
- Диплом Поля Тиссандье (2014)[9],
- Медаль «В память 850-летия Москвы»,
- Заслуженный мастер спорта (2019) .